# Il ragazzo e la quarantenne
Il ragazzo e la quarantenne (Say Hello to Yesterday) è un film del 1971 diretto da Alvin Rakoff.

## Trama
La storia narra del corteggiamento di un ventenne nei confronti di una donna quarantenne, sposata. Alla fine riuscirà a sedurla, ma solo per una notte, e mentre lui si innamora, lei preferisce il proprio marito a lui.